# Pescennius Niger
Imperator Caesar Caius Pescennius Niger Iustus Augustus, született Caius Pescennius Niger Iustus  (135 körül – Antiocheia, 194 áprilisa) a Római Birodalom trónbitorló császára, a birodalom keleti felében. A szenátus nem ismerte el.

## Származása, pályája
135 táján született itáliai lovagrendű családban. Commodus segítségével bekerült a szenátusba.183-ban Dáciában harcolt a szarmaták ellen, együtt a későbbi másik trónbitorlóval, Clodius Albinusszal. Még ebben az évben konzuli hivatalba került. 190-ben Syria helytartója lett, ahol tisztelték, mert bőkezű látványosságokat rendeztetett.

## Császárrá válása
Amikor 193-ban értesült Pertinax haláláról és utódja, Didius Julianus elleni ellenszenvről, Antiokhiában elfogadta, hogy katonái császárként köszöntsék, hozzávetőlegesen akkor, amikor Pannóniában kikiáltották császárrá Septimius Severust.
A birodalom keleti felében tartózkodó kilenc légió Niger mellé állt, a Pártus Birodalom uralkodója (V.Vologeszész) rokonszenvéről biztosította, de csak kliens hercegségeiből származó kisebb csapatokat küldött segítségére, mert elfoglalták a saját birodalmának gondjai. Biztosítani kívánta magát a Boszporusz európai oldalán és elnyerte Büzantion támogatását. El kívánta foglalni Perintoszt, amivel a kontinenseket összekötő szárazföldi útvonalakat akarta ellenőrzése alatt tartani.
Septimius Severus aggódott Niger népszerűsége miatt és csapataival keleti irányba indult, ahol kezdetben kisebb vereségeket szenvedtek, de végül a testőrség elfoglalta  Perintoszt, majd Büzantiont ostromolta meg.

## Niger menekülése és bukása
Niger katonai főparancsnoka a kudarcok után visszavonult Kis-Ázsiába és Nikaiánál 194-ben döntő vereséget szenvedett. Niger hadseregének maradványaival Antiokhiába vonult vissza, ahol arról értesült, hogy Egyiptom fellázadt ellene. Severus győztes hadvezérei betörtek Antiokhiába, ahol Niger előrenyomult a Syria határán lévő Isszosz városáig. Ismét megfutamították és 195-ben az Eufrátesz irányába menekült, de mielőtt átkelhetett volna a folyón, utolérték és megölték. Fejét Severus Büzentiába küldte, azzal a figyelmeztetéssel, hogy a további ellenállás kemény megtorlást von maga után. A város két és fél éves ostrom után esett el és Septimius Severus keményen megtorolta a város lázadását és Nigerhez való átállását.

## Kortársainak véleménye
Kibocsátott pénzérmein a keleti befolyás érvényesült, olyan győzelmeket hirdetett, melyek nem történtek meg, csak reménykedett bennük. A kortársak véleménye szerint Serverus dunai légiói lényegesen erősebbek voltak Niger syriai csapatainál
A Historia Augusta szerint Niger magas, méltóságteljes férfi volt, erőteljes hangjával jó szónoknak tartották. Képességeit illetően a kortársi vélemények jelentősen eltérőek. Dio Cassius szerint: „Pescennius Niger semmiről nem volt nevezetes, sem jóról, sem rosszról.”